# جک ارپ
جک ارپ (انگلیسی: Jack Earp؛ زادهٔ 6 September 1872) بازیکن فوتبال است.
از باشگاه‌هایی که در آن بازی کرده‌است می‌توان به باشگاه فوتبال اورتون اشاره کرد.